# Skärsjön (Södra Unnaryds socken, Småland)
Skärsjön är en sjö i Hylte kommun i Småland och ingår i Nissans huvudavrinningsområde.